# Lanzenberg (Gestratz)
Lanzenberg (westallgäuerisch: Lantsəberg) ist ein Gemeindeteil der Gemeinde Gestratz im bayerisch-schwäbischen Landkreis Lindau (Bodensee).

## Geographie
Der Weiler liegt circa drei Kilometer nordöstlich des Hauptorts Gestratz und zählt zur Region Westallgäu.

## Ortsname
Der Ortsname stammt vom mittelhochdeutschen Personen(kurz)namen Lanze ab und deutet (Siedlung an) einer Anhöhe des Lanze.

## Geschichte
Lanzenberg wurde erstmals im Jahr 1448 als Lantzenberg urkundlich erwähnt. 1769 fand die Vereinödung Lanzenbergs statt. 1782 zinste ein Gut in Lanzenberg an den Deutschritterorden in Ellhofen. Der Ort gehörte einst dem Gericht Grünenbach in der Herrschaft Bregenz an.